# 執金剛神

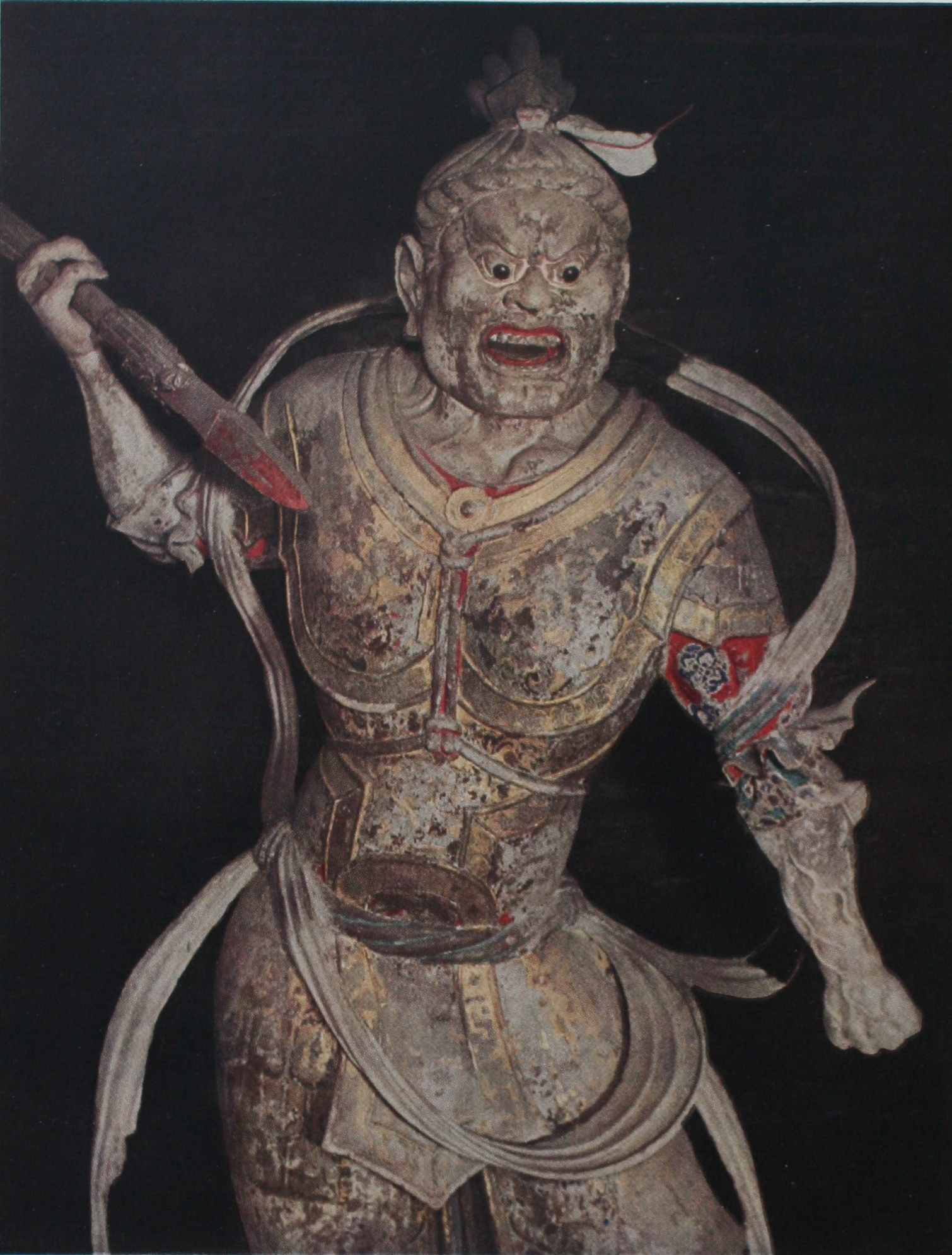

執金剛神 (藏語：ལག་ན་རྡོ་རྗེ།，藏语拼音：lag na rdo rje），又名執金剛夜叉 (藏語：གནོད་སྤྱིན་ལག་ན་རྡོ་རྗེ།，藏语拼音：gnod sbyin lag na rdo rje），為守護欲界天帝釋天宮門的夜叉神，是佛教担当的護法之一，手執金剛杵，外貌兇惡，象徵以智慧擊破無明。他們發願成為佛教的護法，這些神明被統稱為金剛力士、金剛神，也被稱為密跡金剛或金剛手。
大乘佛教認為執金剛神為天界的神祇，主掌守護須彌山頂的四角峰，遇有佛出世時，即下降至人間世界，衛護佛陀與菩薩，守衛佛寺道場。

## 名稱
梵語：वज्रपाणि यक्ष（Vajrapāṇi Yakṣa），是個複合名詞，由金剛（Vajra）、手掌（pāṇi）與夜叉（Yakṣa），三字組成，字面意思為手持金剛杵的夜叉神。在古印度神話中，金剛是帝釋天的武器，也就是閃電，其碎片形成鑽石，因此有堅硬、能擊破他物的意思在。執金剛、金剛手、金剛力士，名稱相近，傳說也相近，可能起源於相同神祇，隨著流傳而成為不同神祇，如漢傳佛教中，守護山門的兩位金剛力士，都源自於密跡金剛，但隨著傳說，變成守護寺門的兩位金剛力士。
在佛經中，執金剛神是個統稱，如佛教廟宇中，常見的韋馱天與保衛山門的哼哈二将都是執金剛神的一種，明王、揭諦，或是藏傳佛教的赫魯嘎也都可以被歸為執金剛神。

## 歷史起源
金剛神源自印度神話，原先是帝釋天住處之外的守衛。後被佛教教化，成為佛教的護法之一。
在早期佛經中，認為有持金剛杵的鬼神在護衛釋迦牟尼。因為它們的動作迅速，隱密難知，被稱為密跡金剛，也被稱為金剛手。

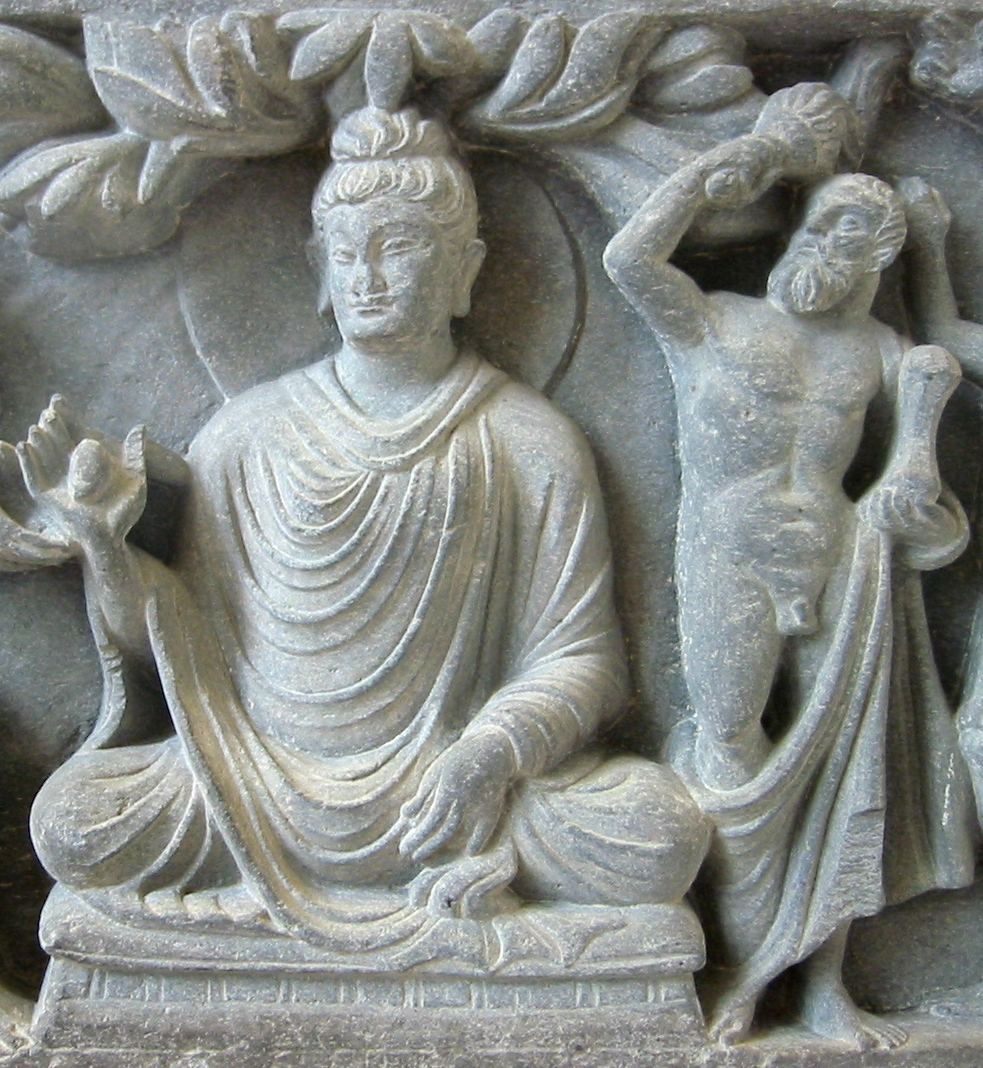
大英博物館收藏執金剛神護衛佛陀的石雕。

## 大乘佛教
大乘佛教認為，執金剛神是佛與菩薩的護衛，受四大天王管理，其中有許多是佛與菩薩的權現化身（如觀世音菩薩），其本身也是菩薩。相傳，執金剛神領受釋迦牟尼的教法，並負責保護，特別是秘密教法。
在《大寶積經》的密迹金剛，被認為是樓至佛化身。

## 金剛界
密法中的金剛界，相傳由大日如來傳授給執金剛神，由他們傳布到人間。在金剛界曼荼羅中，下方有十六執金剛神。

## 藏傳佛教
在藏傳佛教中，特別是帝洛巴傳承中，金剛總持被視為是本初佛，原始佛。